# Stora Öflyet
Stora Öflyet är en sjö i Filipstads kommun i Värmland och ingår i Göta älvs huvudavrinningsområde.